# E6B

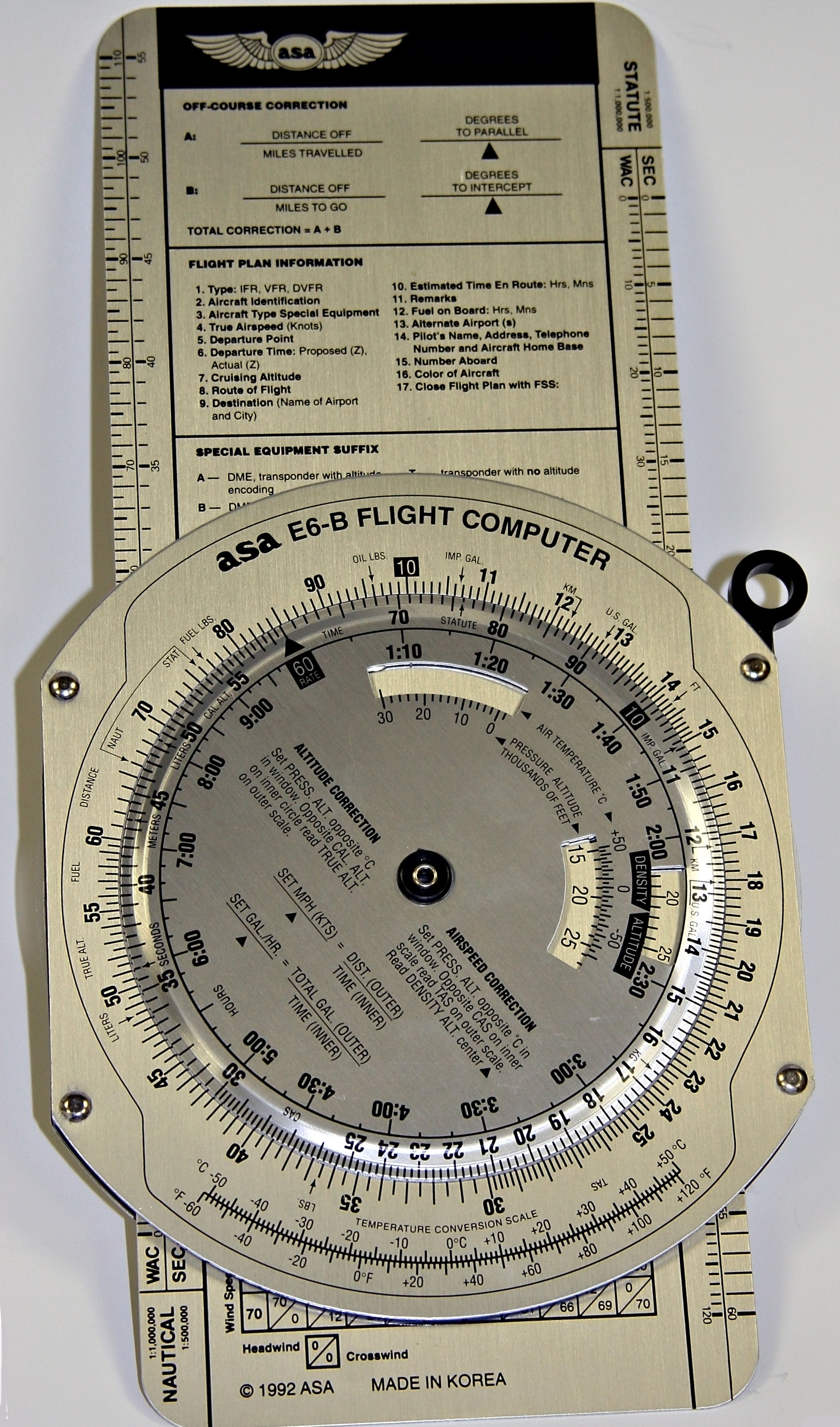
금속 E6B 전면

E6B 플라이트 컴퓨터는 항공에 사용되는 원형 계산자의 한 형태이다. 21세기에도 여전히 사용되고 있는 아날로그 계산장치의 예이다.
이러한 플라이트 컴퓨터는 조종사를 위해 이러한 계산을 수행하는 전자 계획 도구 또는 소프트웨어 및 웹 사이트로 대체되었기 때문에 주로 비행 훈련에 사용된다. 이러한 플라이트 컴퓨터는 비행 계획(이륙 전 지상에서) 중에 연료 소모량, 바람 보정, 비행 시간 및 기타 항목을 계산하는 데 사용된다. 공중에서는 플라이트 컴퓨터를 사용하여 지상 속도, 예상 연료 소모량, 업데이트된 예상 도착 시간을 계산할 수 있다. 뒷면은 바람 벡터 솔루션을 위해 설계되었다. 즉, 바람이 속도와 경로에 얼마나 영향을 미치는지 결정한다. 그들은 종종 "위즈 휠"이라는 별명으로 불린다.